# Сергеев, Владимир Николаевич (геолог)
Владимир Николаевич Сергеев (1959—2019) — российский геолог, палеонтолог и стратиграф, доктор геолого-минералогических наук (2003), член Подкомиссии по стратиграфии Эдиакария IUGS, член редколлегий научных журналов, работал с университетами Индии, США, Китая, Бразилии, Швеции.

## Биография
Родился 10 октября 1959 года в городе Москва, в семье Николая Григорьевича (кандидат технических наук, профессор кафедры энергоснабжения электрических железных наук МИИТа) и Нинель Борисовны (инженер).
Окончил школу № 601 с золотой медалью.
В 1977—1982 годах учился на кафедре палеонтологии геологического факультета МГУ. Закончил МГУ с отличием.
С 1982 года работал в Геологическом институте АН СССР / РАН в Москве.
- 1982 — стажёр исследователь
- 1984 — младший научный сотрудник
- 1991 — старший научный сотрудник
- 1992—1993 — стажировался в Гарвардском Университете, Кембридж, США.
- 2006 — ведущий научный сотрудник
- 2010 — главный научный сотрудник лаборатории стратиграфии верхнего докембрия, отдел стратиграфии, Геологического института РАН

В 1989 году защитил кандидатскую диссертацию по теме «Окремненные микрофоссилии докембрия и нижнего кембрия Урала и Средней Азии: природа, классификация и стратиграфическое значение».
В 2003 году защитил докторскую диссертацию по теме «Окремненные микрофоссилии докембрия: природа, классификация, фациальная приуроченность и биостратиграфическое значение».
Читал лекции по геологии и стратиграфии докембрия в МГУ и в зарубежных университетах.
Разработал и усовершенствовал методики изучения докембрийских микрофоссилий:
- Метод диференционно-интерференционного контраста (DIC) или контраста Номарского (NIC)
- Метод флюоресцентной микроскопии (эпилюминисценция)
- Конфокальная лазерная сканирующая микроскопия (КЛСМ), или Confocal laser scanning microscopy (CLSM)
- Рамановская спектроскопия и получение 2D и 3D изображений (Raman spectroscopy/imagery)
- Флюоресцентная спектроскопия и получение 2D и 3D изображений (Fluorescence spectroscopy/imagery)

Член редколлегии научных журналов:
- Palaeobotanist (Индия)
- Стратиграфия. Геологическая корреляция (РАН).

Основные места полевых работ — серии опорных разрезов рифея, венда и кембрия Северной Евразии: Южный Урал (1980, 1981, 1985, 1998—2000, 2003, 2011, 2013); Южный Казахстан и Тянь-Шань (1983—1984); Анабарское поднятие (1986, 1991, 1992, 2004); Туруханское поднятие (1988, 1995); Гималаи и Раджастан (1988, 2002); Флорида (1993); Учуро-Майский регион (1990); Северный Урал (2006); Байкало-Патомское Нагорье (2014—2016).
Скончался в Москве от сердечного приступа в Тимирязевском лесу, бегая на лыжах, 12 января 2019 года.
Похоронен на Химкинском кладбище.

## Награды и премии
- 1997 — Медаль «В память 850-летия Москвы»
- 1999 — Премия «Наука/Интерпериодика» за лучшую публикацию в журналах РАН
- 2007 — Премия имени Ханса Раусинга за лучшую палеонтологическую работу года
- 2008 — Премия «Наука/Интерпериодика» за лучшую публикацию в журналах РАН
- 2010 — Премия Американского палеонтологического сообщества за лучшую статью в Journal of Paleontology.
- 2015 — Почётная грамота Министерства природных ресурсов и экологии Российской Федерации

## Членство в организациях и комитетах
- Учёный совет ГИН РАН, переизбран в 2018 году.
- Зам. председателя диссертационного совета по стратиграфии ГИН РАН.
- Голосующий член международной стратиграфической комиссии по системе Неопротерозоя — Криогению.
- Член-корреспондент комиссии по терминальной докембрийской системе — Эдиакарию (IUGS).